# صخور بالدوين
صخور بالدوين (66°24′S 98°45′E / 66.400°S 98.750°E) هي مجموعة من النتوءات الصخرية على بعد حوالي 5 أميال بحرية (10 كم) شمال غرب واتسون بلاف على الجانب الشمالي من جزيرة ديفيد. تم رسمها بواسطة البعثة الأسترالية لأنتاركتيكا، 1911-1914، تحت إشراف دوغلاس ماوسون، وسماها باسم جوزيف إم بالدوين من مرصد ملبورن.